# Vignola (Módena)
Vignola es un municipio situado en el territorio de la provincia de Módena, en Emilia-Romaña (Italia).
Fue capital del marquesado del mismo nombre, comprado por Giacomo Boncompagni en 1577. En 1797, pasó a formar parte de la República Cisalpina. Con la derrota de Napoleón, fue entregada al Ducado de Módena en 1814.

## Demografía
| Gráfica de evolución demográfica de Vignola entre 1861 y 2001 |
|                                                               |
| Fuente ISTAT - elaboración gráfica de Wikipedia               |